# KINIA
KINIA (Katalog Internetowy Nauki o informacji) – polska brama tematyczna, zarządzana przez pracowników Instytutu Bibliotekoznawstwa i Informacji Naukowej Uniwersytetu Marii Curie-Skłodowskiej w Lublinie.
Głównym celem KINII jest zbieranie adresów do stron związanych z informacją naukową, nauką o informacji i bibliotekoznawstwem.
KINIA jest katalogiem otwartym tzn. każdy może dodać swoje hasło i korzystać z już istniejących. Katalogi i nowe hasła są moderowane przez administratorów. Rekordy katalogu porządkowane są w ramach Klasyfikacji Dziesiętnej Deweya.
KINIA posiada prawa do legalnego wykorzystania Klasyfikacji Dziesiętnej Deweya, która stanowi własność OCLC zgodnie z informacjami podanymi w stopce Katalogu. Katalog pomaga uporządkować ogrom wiedzy dostępnej na stronach internetowych z zakresu Informacji Naukowej i Bibliotekoznawstwa oraz z pogranicza tych dziedzin wiedzy.

## Działy
- Wiedza, nauki humanistyczne, badania;
- Książki;
- Systemy;
- Komputery i internet;
- Bibliografie o katalogi;
- Bibliotekarstwo i informacja naukowa;
- Ogólne dzieła encyklopedyczne;
- Organizacje i stowarzyszenia;
- Media, dziennikarstwo;
- Zestawienia ogólne;
- Rękopisy, rzadkie książki.

## Dodawanie własnych propozycji
Każdy z przeglądających serwis może dodać linki do katalogu, potrzebne opisy, czy też dodatkowe informacje. Inny aspekt to kopiowanie i przetwarzanie znajdujących się w katalogu rekordów. Możliwa jest też autoreklama, gdyż użytkownik może dodać link do swojego serwisu tematycznie związanego z nauka o informacji, albo też odnośnik do instytucji (np. biblioteki).